# Motor Mitsubishi 6B3
El motor Mitsubishi 6B3 es una gama de motores V6 desarrollada por Mitsubishi Motors. Solo se desarrolló un motor V6 de 3.0 litros que fue introducido por primera vez en la versión norteamericana de la segunda generación del Mitsubishi Outlander que se estrenó en octubre del 2006.
Todos los motores desarrollados dentro de esta familia tienen bloque de aluminio y culata de cuatro válvulas por cilindro, así como sincronización de válvulas variable "MIVEC".

## 6B31

### Especificaciones
Potencia — 220 CV (162 kilovatios) a 6250 rpm (230 CV (169 kilovatios) desde 2010 en adelante)

Torque — 276 Nm (204 lb-ft) a 4000 rpm (291 Nm / 215 lb-ft desde 2010 en adelante)

MIVEC switch — a 4750 rpm

### Aplicaciones
- 2007–Present Mitsubishi Outlander
- 2010–Present Mitsubishi Challenger
- 2012–Present Mitsubishi Pajero Sport

### Características
- La primera de las principales estrategias utilizadas para lograr un alto rendimiento y bajo consumo de combustible era mejorar la eficiencia del aire de admisión mediante la aplicación del sistema MIVEC (distribución y elevación del tipo de cambio), y también la optimización de las de admisión / escape-puertos de la culata y empleando un colector de admisión variable. La segunda estrategia era para reducir la fricción mecánica mediante el uso de un cigüeñal offset y otras tecnologías. La tercera estrategia fue mejorar la resistencia a la detonación rendimiento por un enfriamiento más eficiente de las culatas / cámaras de combustión. La cuarta estrategia es adoptar dos sensores de picado (para la detección y control en cada banco) para optimizar la combustión.[2]

- El colector de admisión variable de aluminio 6B31 utiliza una resina hecha en 2 etapas, de inducción de válvula de control para proporcionar los beneficios de los tractos de admisión corto y largo plazo, cambiando automáticamente en respuesta a la velocidad del motor. Una solapa interior de la válvula de control de inducción permanece cerrado por debajo de 3.600 rpm, lo que obligó la carga de admisión para tomar una ruta más larga para las válvulas de admisión. Más de 3.600 rpm, la aleta se abre, proporcionando una vía más corta a las válvulas para aumentar la potencia. Colocación de la distribución de entrada de EGR en el colector de admisión superior, lejos de la válvula de mariposa, mejora en el mundo real el consumo de combustible mediante la reducción de la temperatura de entrada del conducto de distribución de EGR.[1]

- Un sofisticado control electrónico de múltiples puntos del sistema de inyección de combustible de precisión asegura la entrega de combustible. El sistema de control electrónico del acelerador (acelerador-by-wire) elimina la conexión mecánica entre el pedal del acelerador y la placa del acelerador. Bucle de la línea de combustible alrededor del motor de gas de escape mejora el rendimiento mediante la reducción de las diferencias de temperatura del combustible entre los conductos de gas, la reducción de las pulsaciones en las tuberías de suministro, y suprimir las variaciones en la cantidad de combustible inyectado. Una combinación de la MIVEC - una sincronización variable de válvulas y sistema de elevación - y un colector de dos etapas de admisión variable asegurar una curva de par amplia. La 6B31 proporciona casi el 90 por ciento del par máximo a partir de tan solo 2000 rpm.[1]

- Las emisiones del motor 6B31 se redujeron por los medios siguientes: optimización de la admisión / diseño del puerto de escape en la culata de cilindro; mejora en la eficiencia de mezcla de carga y estabilidad de la combustión mediante el efecto de las levas de baja velocidad de MIVEC; mejora en la combustión por ultrafinos inyectores de atomización, y la capacidad de calor aguas arriba del catalizador se redujo por la adopción del colector de escape clamshell tipo que tiene un catalizador incorporado para realizar la activación del catalizador anterior.[2]

- Otra estrategia de baja emisión es la reducción de las emisiones de gases de escape sin tratar directamente descargados desde el motor (o de los gases aguas arriba del catalizador) por la siguiente medida: el ajuste de la relación de compresión a una proporción bastante baja de 9.5:1 para optimizar el equilibrio entre rendimiento y nivel de emisiones, la reducción de los hidrocarburos no quemados en los gases de escape por la reducción del volumen de vacíos en cámaras de combustión, donde la llama no puede propagarse.[2]

- El peso del motor se ha reducido por el uso de aluminio de fundición a presión para el bloque de cilindro, culata y los materiales de resina para la tapa de la culata y colector de admisión variable. Otras partes del motor también se han hecho más ligeros, tales como el uso de un medidor de nivel de aceite guideless, el montaje directo de accesorios para el bloque del motor y la optimización de la forma por análisis CAE.[1][2]

- Un bajo nivel de vibraciones y bajo ruido se consiguen mediante la mejora sustancial de la rigidez a la flexión de la cadena de tracción (por una mayor rigidez del bloque de cilindro y el cárter de aceite), y la adopción de tensor automático para la accessorydrive-cinturón, y el sistema MIVEC para una combustión estable. La compensación del eje del cilindro de rotación en la dirección de rotación del cigüeñal reduce la fricción de funcionamiento. Para la toma de aire, conductos alargados y resonadores optimizado garantizar la tranquilidad y para reducir el peso. Un silenciador variable de válvulas principal ayuda a reducir el ruido y la vibración.[1][2]

- Para el modelo 2010 Mitsubishi aumentó la relación de compresión de 6B31 del Outlander a 10.5:1. Este cambio agrega un adicional de diez caballos de fuerza para un total de 230 CV (169 kilovatios) y 11 lb-pie de torque (215 lb-ft total) a la salida del motor.[3]